# ジンジパイン
ジンジパイン(Gingipain)は、歯周病の病原細菌であるポルフィロモナス・ジンジバリス(Porphyromonas gingivalis)が分泌する、プロテアーゼである。その他の機能としては、サイトカインを分解して炎症を小さくし、ホストの反応をダウンレギュレートする。アルツハイマー病の進行に対する潜在的な役割が研究されている。